# Nederländare
Nederländare (nederländska: Nederlanders), historiskt kallade holländare, är en etnisk grupp med ursprung i Nederländerna.